# Thorne (South Yorkshire)
Thorne ist eine Kleinstadt im Metropolitan Borough of Doncaster der englischen Grafschaft South Yorkshire und besaß laut Volkszählung im Jahre 2001 insgesamt 16.592 Einwohner.

## Verkehr
Thorne ist sowohl im Straßen- als auch im Bahnverkehr ein bedeutender Knotenpunkt. Hier zweigt der M180 vom M18 nach Osten in Richtung Scunthorpe und Grimsby ab. Zehn Kilometer nördlich bei Goole mündet der M18 in den M62 (Liverpool–Kingston upon Hull). Nach Südwesten führt er über Doncaster nach Sheffield, wo man Anschluss an den M1 (London–Leeds) hat.
Bei Thorne zweigt die South TransPennine-Route von der Bahnstrecke Sheffield–Hull ab. Es existieren Direktverbindungen nach Manchester, Hull und Grimsby (–Cleethorpes). Die nächstgelegenen Flughäfen sind der Flughafen Doncaster/Sheffield (12 km), der Humberside Airport (40 km) sowie der Flughafen Manchester (120 km entfernt). Letzterer ist auch mit dem Zug zu erreichen.

## Persönlichkeiten
- Victor Sutton (1935–1999), Radrennfahrer
- Ray Austin (1943–2024), britisch-deutscher Musiker
- Connor Swift (* 1995), Radsportler